# خطة الرئيس الطارئة للإغاثة من الإيدز
إن خطة الرئيس الطارئة للإغاثة من الإيدز «بيبفار» هي مبادرة حكومية من الولايات المتحدة للتصدي للوباء العالمي لفيروس نقص المناعة البشرية «الإيدز» والمساعدة في إنقاذ حياة المصابين بالمرض. أطلق الرئيس الأميركي جورج دبليو بوش خطة بيبفار سنة 2003، وقدّمت أكثر من 80 مليار دولار تمويلًا تراكميًا لعلاج فيروس الإيدز والوقاية منه والبحث، ما يجعله أكبر برنامج صحي عالمي يركز على مرض واحد في التاريخ. تُنفذ بيبفار مجموعة من الوكالات الحكومية الأمريكية في أكثر من 50 دولة، ويشرف عليه منسق الإيدز العالمي في وزارة الخارجية الأمريكية. وينسب إليه على نطاق واسع النجاح في المساعدة في إنقاذ الملايين من الأرواح، وفي المقام الأول في إفريقيا جنوب الصحراء الكبرى. تُظهِر آخر النتائج -27 نوفمبر 2018- أن خطة بيبفار أنقذت أكثر من 17 مليون شخص.

## التاريخ
بدأ خطة بيبفار الرئيس جورج دبليو بوش وزوجته لورا لاهتمامهما بالإيدز في إفريقيا، ما أسماه بوش «المحافظة الرحيمة». وفقًا لمذكراته لعام 2010، نقاط القرار، فقد نشأ عنهما اهتمام جاد بتحسين مصير شعب إفريقيا بعد قراءة رواية جذور لأليكس هالي، وزيارة غامبيا سنة 1990. وسنة 1998، وحين كان يفكر في الترشح للرئاسة الأمريكية، ناقش مسألة إفريقيا مع كوندوليزا رايس، وزيرة خارجيته المستقبلية، وقالت إنه إذا ما انتخب، فإن العمل بشكل أوثق مع بلدان تلك القارة ينبغي أن يكون جزءًا مهمًا من سياسته الخارجية. وأخبرته أن فيروس الإيدز مشكلة رئيسية في إفريقيا، لكن الولايات المتحدة تنفق 500 مليون دولار فقط سنويًا على الإيدز العالمي، مع توزيع الأموال على ست وكالات فيدرالية، دون إستراتيجية واضحة للحد من الوباء.
حدد قانون القيادة الأمريكية لمكافحة فيروس الإيدز والسل والملاريا عام 2003 -القانون العالمي لمكافحة الإيدز- سلسلة من الأهداف العامة المحددة، وتناوب على تفويض السلطة للرئيس لتحديد نتائج قابلة للقياس في بعض المجالات، وتحديد المعايير الكمية التي يتعين التوصل إليها في فترات زمنية منفصلة في مجالات أخرى.
ما تزال خطة بيبفار تشكل حجر الزاوية في الجهود الصحية العالمية الأمريكية. في أبريل 2014، أدت السفيرة ديبورا ليا بيركس اليمين الدستورية منسقًا عالميًا للإيدز في الولايات المتحدة، وهي تتولى حاليًا هذا المنصب.
في ديسمبر 2014، أعلنت خطة بيبفار عن برنامج بيبفار 3.0 الذي يركز على المكافحة المستدامة لمرض الإيدز. صُمِّم البرنامج لمعالجة الهدف العالمي لبرنامج الأمم المتحدة المشترك المعني بفيروس الإيدز «90-90-90»، شُخص 90% من المصابين بفيروس نقص المناعة البشرية، و90% منهم يتلقون العلاج المضاد للفيروسات القهقرية و90% منهم مثبطون فيروسيًا بحلول 2020.

## البلدان محل الاهتمام
عند توقيع خطة بيبفار لتصبح قانونًا، خُصِّصت 15 دولة محدودة الموارد ذات معدلات انتشار عالية لفيروس الإيدز لتلقي غالبية التمويل. وهي بوتسوانا وكوت ديفوار وإثيوبيا وغيانا وهايتي وكينيا وموزمبيق وناميبيا ونيجيريا ورواندا وجنوب إفريقيا وتنزانيا وأوغندا وفيتنام وزامبيا. كان من المقرر إنفاق معظم مبلغ 15 مليار دولار للبرنامج على هذه البلدان، وتخصيص 4 مليارات دولار لبرامج في أماكن أخرى، والبحوث الخاصة بفيروس الإيدز، تم التبرع بمليار دولار للصندوق العالمي.
ومع إعادة تفويض خطة بيبفار سنة 2008، حدث تحول بعيدًا عن نهج «بلد التركيز» بتطوير نموذج إطار الشراكة للمناطق والبلدان، بهدف ضمان الاستدامة طويلة الأجل وقيادة الدولة. عبر البرامج الممولة ثنائيًا، وتعمل خطة بيبفار بالشراكة مع الدول المضيفة لدعم العلاج والوقاية والرعاية لملايين الأشخاص في أكثر من 85 دولة. توفر أطر الشراكة إطارًا استراتيجيًا مشتركًا مدته 5 سنوات للتعاون بين حكومة الولايات المتحدة والحكومة الشريكة وشركاء آخرين لمكافحة فيروس الإيدز في البلد المضيف بتقديم الخدمات وإصلاح السياسات والالتزامات المالية المنسقة.

## الوكالات المنفذة

### مكتب منسق الإيدز العالمي
يشرف مكتب منسق الإيدز العالمي، الذي يقع مقره في وزارة الخارجية، على تنفيذ خطة بيبفار ويضمن التنسيق بين مختلف الوكالات المشاركة في الاستجابة العالمية للولايات المتحدة لفيروس نقص المناعة البشرية/ الإيدز. يوفر سفراء الولايات المتحدة من وزارة الخارجية القيادة الأساسية لفرق فيروس نقص المناعة البشرية/ الإيدز المشتركة بين الوكالات والمشاركة في مناقشات السياسة مع قادة الدول المضيفة.

### وكالة التنمية الدولية الأمريكية
وكالة فدرالية مستقلة، تتلقى وكالة التنمية الدولية التابعة للولايات المتحدة توجيهات السياسة الخارجية الشاملة من وزير الخارجية، وهي الوكالة المسؤولة أساسًا عن إدارة المعونة الخارجية المدنية. وتدعم الوكالة الأمريكية للتنمية الدولية تنفيذ برامج بيبفار في نحو 100 بلد، بالوجود المباشر داخل البلاد في 50 بلدًا عبر 7 برامج إقليمية أخرى.

### وزارة الصحة والخدمات الإنسانية
في إطار خطة بيبفار، تنفذ وزارة الصحة والخدمات الإنسانية برامج الوقاية والعلاج والرعاية التي تمولها خطة بيبفار عبر مراكز مكافحة الأمراض والوقاية منها، والمعاهد الوطنية للصحة، وإدارة الموارد والخدمات الصحية، وإدارة الغذاء والدواء، وإدارة خدمات إساءة استعمال المواد الصحية والصحة العقلية. ينسق مكتب الشؤون الصحية العالمية في وزارة الصحة والخدمات الإنسانية جميع وكالات وزارة الصحة والخدمات الإنسانية للتحقق من استخدام موارد خطة بيبفار بفعالية. 

### مراكز مكافحة الأمراض والوقاية منها
جزءًا من وزارة الصحة والخدمات الإنسانية، تستخدم مراكز مكافحة الأمراض والوقاية منها تمويل بيبفار لتنفيذ برنامجها العالمي لمكافحة الإيدز. يعمل البرنامج مع أطباء مدربين تدريبًا عاليًا، وعلماء الأوبئة، ومستشاري الصحة العامة، وعلماء السلوك، وعلماء المختبرات في 29 دولة، الذين يشكلون جزءًا من فريق الحكومة الأمريكية الذي ينفذ برنامج بيبفار عبر الشراكات مع الحكومات المضيفة، ووزارات الصحة، والمنظمات غير الحكومية، والمنظمات الدولية، والجامعات التي تتخذ من الولايات المتحدة مقرًا لها، والقطاع الخاص، تساعد البرنامج على الوقاية من فيروس نقص المناعة البشرية والعلاج والرعاية، وبناء القدرات المختبرية، والمراقبة والتقييم، والبحوث المتعلقة بتقييم الصحة العامة.

### وزارة الدفاع
تنفذ وزارة الدفاع برامج بيبفار بدعم الوقاية من فيروس الإيدز، والعلاج، والرعاية، والمعلومات الاستراتيجية، وتنمية القدرات البشرية، ووضع البرامج/السياسات في المجتمعات العسكرية والمدنية المضيفة. وبرنامج الوقاية من فيروس الإيدز التابع لوزارة الدفاع الأمريكية هو الوكيل التنفيذي لوزارة الدفاع الأمريكية للمساعدة التقنية، والإدارة، والدعم الإداري للوقاية من فيروس الإيدز والرعاية والعلاج للجيوش بالخارج.

### وزارة التجارة
تقدم وزارة التجارة الدعم إلى المنظمة بتعزيز مشاركة القطاع الخاص من خلال الشراكات بين القطاعين العام والخاص. ويساعد مكتب الإحصاء الأمريكي، الذي يوجد داخل وزارة التجارة، في إدارة البيانات وتحليلها، ودعم المسح، وتقدير حالات العدوى المتجنبة، ودعم رسم خرائط للأنشطة على المستوى القطري.

### وزارة العمل
تنفذ وزارة العمل مشاريع تستهدف أماكن عمل المنظمة وتركز على الوقاية من الوصم والتمييز المتصلين بفيروس الإيدز والحد من هذا التمييز. وتتألف برامج دول العالم -في أكثر من 23 بلدًا- من ثلاثة عناصر رئيسية: زيادة المعرفة عن فيروس الإيدز، وتنفيذ سياسات أماكن العمل للحد من الوصم والتمييز، وبناء قدرة أرباب العمل على توفير خدمات الدعم.

### فيلق السلام
مع وجود برامج في 73 دولة، يشارك فيلق السلام بفعالية في مكافحة فيروس الإيدز. ويقدم متطوعو فيلق السلام الدعم طويل الأجل لتنمية قدرات المنظمات غير الحكومية، ومنظمات المجتمع المحلي، والمنظمات الدينية، إذ يقدمون الدعم الكلي للمصابين بفيروس الإيدز والمتأثرين به.

## البرامج
تحدد خطة الرئيس الأمريكي الطارئة للإغاثة من الإيدز، تقرير الاستراتيجية الخمسية لعام 2009 إستراتيجية بيبفار وبرامجها للسنوات المالية 2010-2014.

### الوقاية
لإبطاء انتشار الوباء، تدعم خطة بيبفار مجموعة متنوعة من برامج الوقاية: نهج «الامتناع عن التدخين، والإخلاص، والاستخدام الصحيح للواقي الذكري»، الوقاية من انتقال العدوى من الأم إلى الطفل، والبرامج التي تركز على سلامة الدم، وسلامة الحقن، والوقاية الثانوية -الوقاية بالإيجابيات- وتقديم المشورة والتعليم.
في البداية، كان من المقرر إنفاق 20٪ من ميزانية خطة بيبفار على الوقاية، مع تخصيص 80٪ المتبقية للرعاية والعلاج، والدعم المختبري، والأدوية المضادة للفيروسات القهقرية، وخدمات السل/ فيروس نقص المناعة البشرية، ودعم الأيتام والأطفال الضعفاء، والبنية التحتية والتدريب والخدمات الأخرى ذات الصلة. من 20٪ المنفقة على الوقاية، كان من المقرر إنفاق الثلث، أو 6.7٪ من المجموع، على برامج الامتناع عن ممارسة الجنس حتى الزواج في السنوات المالية 2006-2008، وهو مطلب مثير للجدل. خُصص ثلثان لمجموعة واسعة من التدخلات الوقائية، متضمنةً المشورة، والتعليم، وسلامة الحقن، وسلامة الدم.
ألغى تفويض خطة بيبفار لعام 2008 التوصية البالغة 20٪ لجهود الوقاية، متضمنةً متطلبات برامج الامتناع عن ممارسة الجنس.